# ВАЗ-2112
ВАЗ-2112 / Lada 112 — п'ятидверний передньопривідний хетчбек Волжського автомобільного заводу.

## Історія

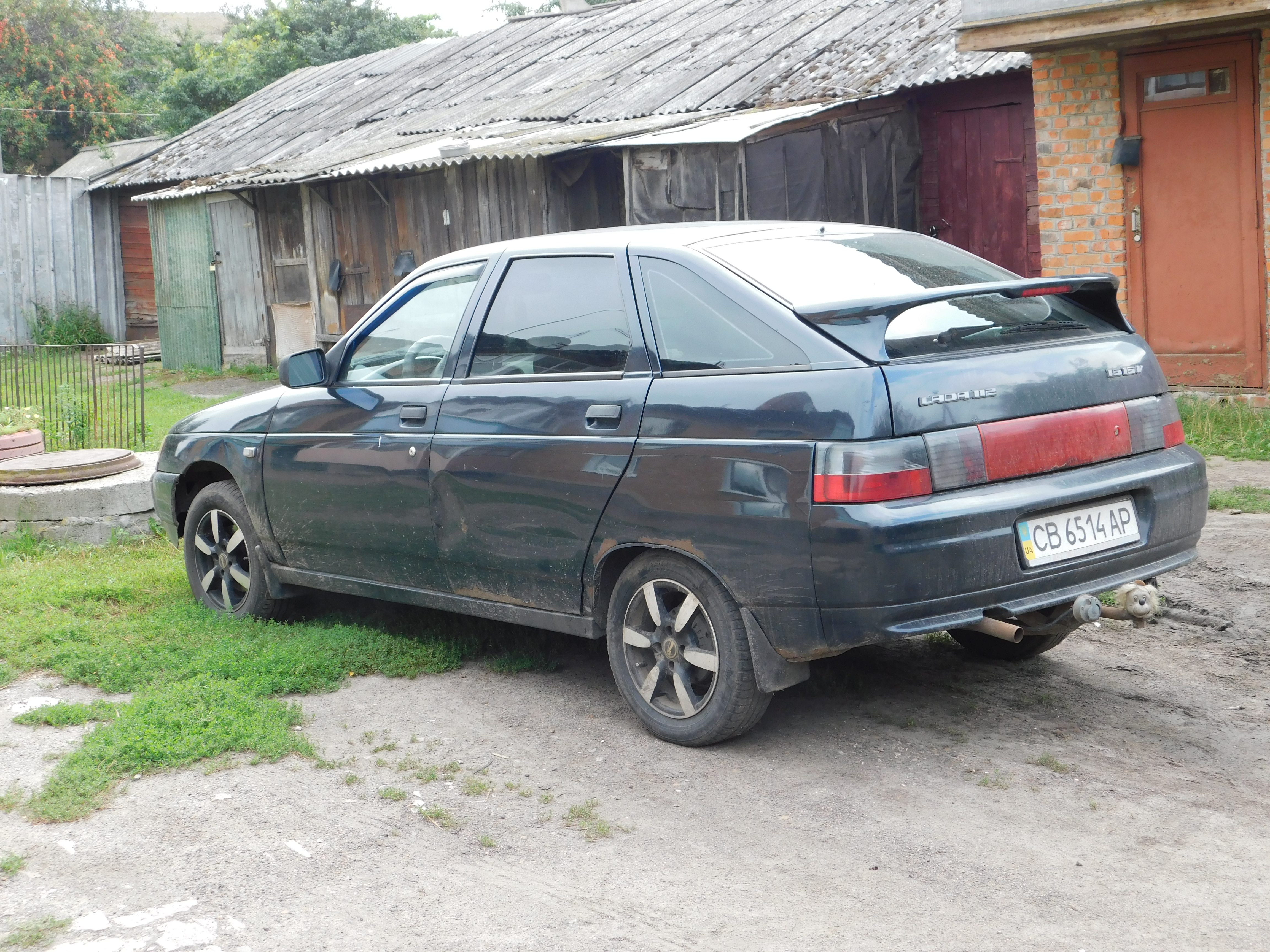
Lada 112

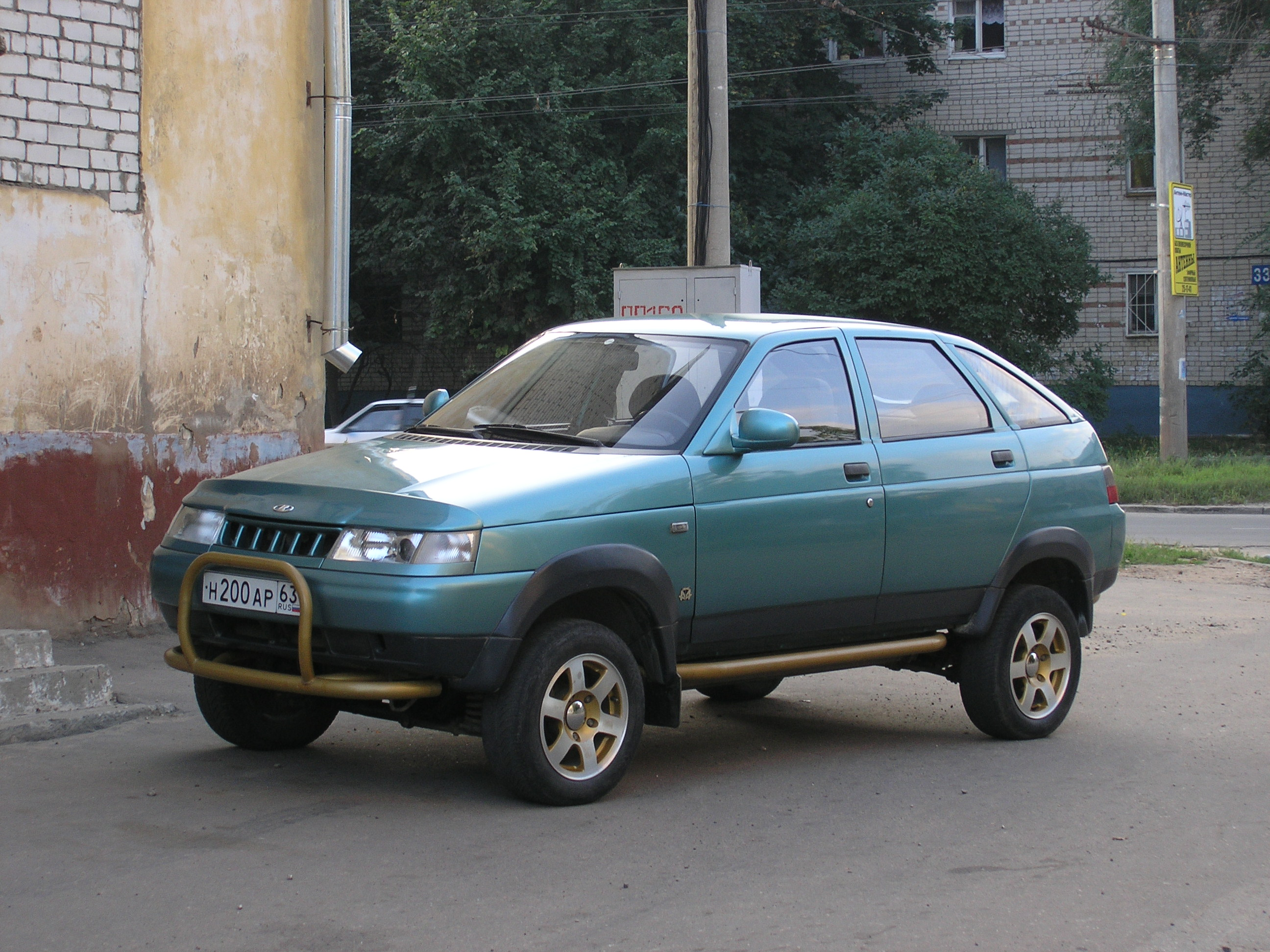
VAZ Tarzan 2

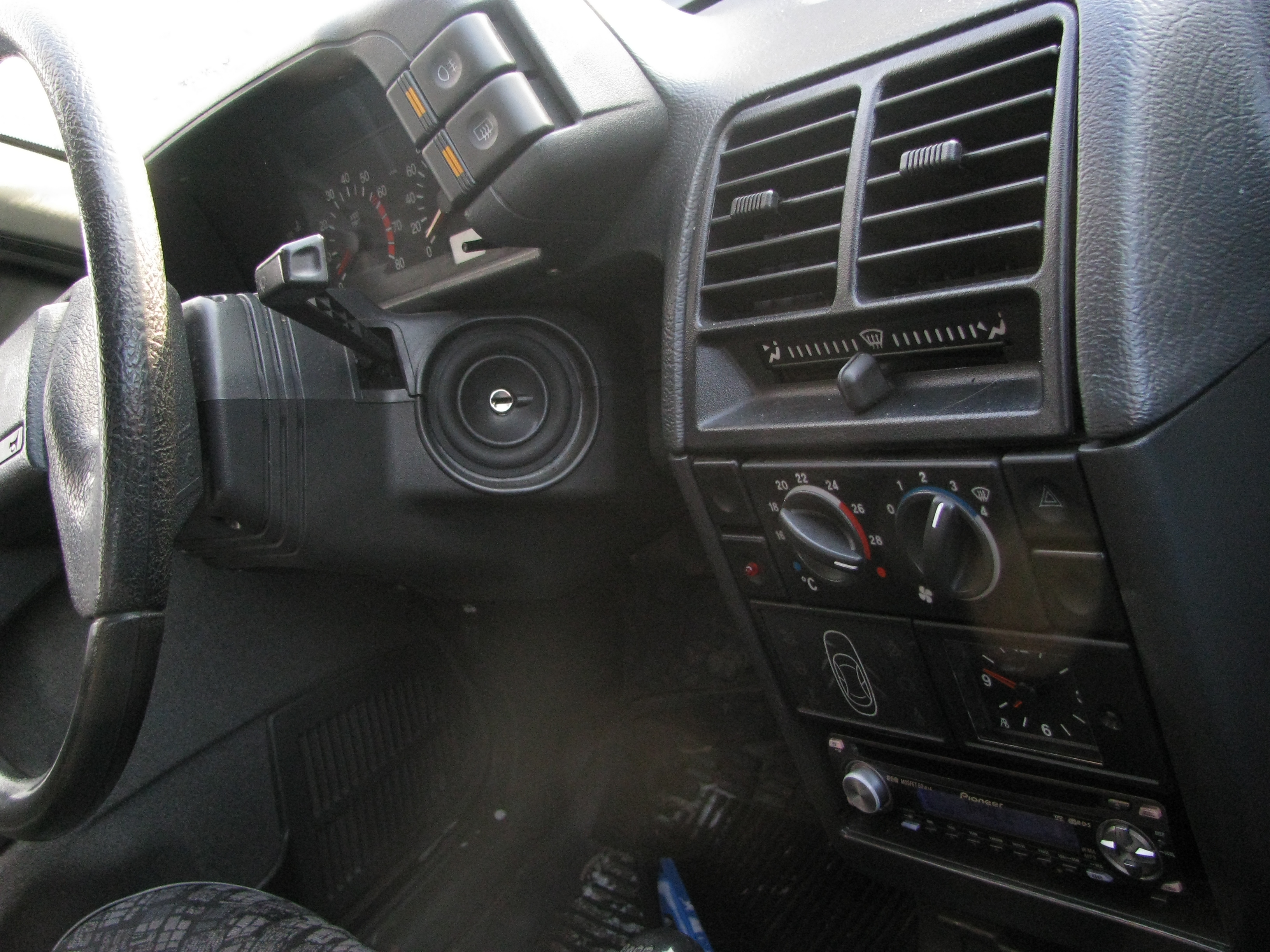

Випускається з 1999 року. Існує трьохдверна модифікація — ВАЗ-21123 (купе), що випускається обмеженою серією. Випускалася також модифікація автомобіля з вбудованою кліматичною установкою фірми «Frigette». Істотним недоліком автомобіля ВАЗ-2112 є те, що при обриві ременя газорозподільного механізму (ГРМ) на 16-клапанних двигунах відбувається загин клапанів. На останніх версіях автомобіля дана проблема була вирішена. На ранніх версіях рекомендується своєчасна заміна ременя ГРМ, щоб уникнути його обриву. На авто тих, що випускаються з 2006 р. з'явився гідропідсилювач керма. ВАЗ 21124 — модифікація автомобіля ваз 2112 . Випускалася з 2004 по 2008 р. Відрізнялася від автомобіля ваз 2112 модифікованим двигуном з індексом 21124 робочим об'ємом 1,6 л. У цій модифікації двигуна 2112 проблема із загином клапанів була вирішена за рахунок збільшення глибини проточок в днищах поршня (до 6,5 мм). Крім того конструкція блоку циліндрів була змінена для досягнення робочого об'єму в 1,6 л, для чого його висота була збільшена на 2,3 мм, відповідно на 2,3 мм збільшений і радіус кривошипа колінчастого валу. Також був ряд інших неістотних змін.
З 2008 р. виробництво ВАЗ-2112 переносять на український завод, де збіркою моделі ВАЗ-2112 займається автомобільна корпорація «Богдан». Окрім дванадцятої моделі там же освоєно збірку і легкових автомобілів Lada (2110, 2111).

## Модифікації
- ВАЗ-21120 — з 16-клапанним двигуном з розподіленим уприскуванням палива, робочий об'єм 1,5 л. 14-ти дюймові колеса.
- ВАЗ-2112-37 — гоночна модель ВАЗ-2112, підготовлена для «кільця» у заліковій групі Кубок «Лада». Двигун ВАЗ-2112, 1,5 л, 74 кВт/100 к.с., кузов хетчбек, кількість дверей — 5, кількість місць — 1, обладнаний каркасом безпеки, зовнішнім аеродинамічним комплектом, передньою розтяжкою опорних чашок стійок.
- ВАЗ-21122 — з 8-клапанним двигуном з розподіленим уприскуванням палива, робочий об'єм 1,5 л., 13-ти дюймові колеса.
- ВАЗ-21123 — трьохдверний хетчбек сімейства ВАЗ-2110 («купе»).[1]
- ВАЗ-21124 — двигуном робочим об'ємом 1,6 л. 16 клапанів
- ВАЗ-21121 — двигун робочим об'ємом 1,6 л. 8 клапанів
- ВАЗ-211290 «Тарзан 2»